# ريتشارد موراليس
ريتشارد موراليس (بالإسبانية: Richard Morales)‏ (مواليد 21 فبراير 1975) هو لاعب كرة قدم. يلعب مع منتخب الأوروغواي لكرة القدم. سبق له أن لعب في كأس العالم لكرة القدم مع منتخب بلاده.

## مسيرته الكروية
لعب ريتشارد موراليس خلال مسيرته الاحترافية مع 8 أندية في ستة عشر موسمًا وسجل خلالها 67 هدفًا ضمن 228 مباراة. ولم يفز بأي موسم بالكأس وفاز في ثلاثة مواسم بالدوري.
خاض ريتشارد موراليس مسيرته مع أتليتيكو بروغريسو ‏ ما بين عامي 1996 و1997 لمدة موسم واحد، لم يشارك في أي مباراة ولم يسجل أي هدف. ثم انتقل إلى Basáñez ‏ في عامي 1997-1999 ولمدة موسمين، حيث لم يشارك في أي مباراة ولم يسجل أي هدف أيضًا. لينتقل بعدها إلى نادي ناسيونال مونتيفيديو في موسم 1999 في المرة الأولى ليلعب معه أربعة مواسم ثم في موسم 2007–08 لمدة موسم واحد، مشاركًا طوالها في 123 مباراة سجل خلالها 52 هدفًا. ثم انتقل إلى نادي أوساسونا في موسم 2002–03 واستمر معه طيلة ثلاثة مواسم، مشاركًا في 50 مباراة سجل خلالها 11 هدفًا. هذا وانتقل لاحقًا إلى نادي مالقا في موسم 2005–06 ولمدة موسمين، مشاركًا في 41 مباراة سجل خلالها 3 أهداف. ثم انتقل بعدها إلى نادي غريميو بورتو أليغرينزي ما بين عامي 2008 و2009 لمدة موسم واحد، مشاركًا في 6 مباريات سجل خلالها هدفًا واحدًا. ليعود وينتقل من جديد، لكن هذه المرة إلى نادي إل. دي. يو. كيتو ما بين عامي 2009 و2010 لمدة موسم واحد، مشاركًا في 3 مباريات ولم يسجل أي هدف. لينتقل بعدها إلى سنترو أتلتيكو فينكس ‏ في موسم 2009–10 لمدة موسم واحد، مشاركًا في 5 مباريات ولم يسجل أي هدف أيضًا.

## روابط خارجية
- ريتشارد موراليس على موقع الاتحاد الدولي (مؤرشف)  (الإنجليزية)
- ريتشارد موراليس على موقع إي إس بي إن إف سي (الإنجليزية)
- ريتشارد موراليس على موقع قاعدة بيانات كرة القدم.إي يو (الإنجليزية)
- ريتشارد موراليس على موقع ناشيونال فوتبول تيمز (الإنجليزية)
- ريتشارد موراليس على موقع كووورة